# Palaeorhiza senilis
Palaeorhiza senilis är en biart som beskrevs av Hirashima 1988. Palaeorhiza senilis ingår i släktet Palaeorhiza och familjen korttungebin. Inga underarter finns listade i Catalogue of Life.